# Apostol Apostolide
Apostol Apostolide (n. 24 mai 1898, Talpa-Bâscoveni, România – d. 18 octombrie 1965, București, România) a fost un ospătar român ale cărui origini se trag dintr-o familie modestă româno-macedoneană. Datorită pasiunii sale pentru muzică și artă în general a constituit o colecție impresionantă formată din peste 6.000 de discuri muzicale și mai apoi una de pictură și sculptură, care au rămas memoriei timpului ca unele dintre cele mai prețioase colecții din România interbelică și postbelică.
Colecția de discuri a lui Apostol Apostolide  a început să prindă contur imediat după terminarea primului război mondial. Luându-se în calcul data de fondare se poate spune că demersul lui Apostol a precedat înființarea Arhivei fonogramice a Ministerului Artei din România, care a fost fondată de George Breazul în 1927, dar și înaintea Arhivei de Folclor a Societății Compozitorilor Români întemeiată de Constantin Brăiloiu în 1928 și a precedat evident discoteca Radiodifuziunii Române din București care a luat ființă în perioada 1929-1930. Viorel Cosma a precizat că Apostolide „... își revendică astăzi drepturile de prioritate istorică de care muzicologia noastră va trebui să țină seama în viitoarele exegeze asupra artei românești”.
Ospătarul de la Restaurantul Continental din București și-a deschis ușile casei lui pentru toți doritorii de audiții muzicale și tuturor artiștilor plastici și publicului larg consumator de artă. În casa sa, precum și la restaurantele pe unde-și deservea clientela, s-a format o adevărată boemă artistică și literară a acelor timpuri.

## Biografie
Apostol Apostolide s-a născut în ziua de 24 mai 1898 în localitatea Talpa-Bâscoveni, comuna Talpa din județul Teleorman, într-o familie modestă de româno-macedoneni. Apostol a rămas orfan de mamă și de tată de la vârsta de patru ani, bunicii săi îndeplinind pe mai departe rolul de părinți.
A fost înscris la școala primară din Găești. Găeștiul era în acele vremuri un mic târg care avea o mare tradiție muzicală, el fiind, încă de la începutul secolului al XX-lea, un centru important al lăutarilor români din Muntenia. Acolo s-a manifestat și a strălucit naistul Fănică Luca și tot acolo s-a născut Gheorghe Zamfir. Se știe că zona Găești-Titu a dat de-a lungul vremurilor mai multe talente autentice ale muzicii românești. Din afirmațiile făcute de cercetătorul Viorel Cosma, se pare că Apostol ar fi îndrăgit de timpuriu muzica și că dispunea de o voce frumoasă și de ureche muzicală. În documentele din arhiva familiei sale, într-o biografie rămasă în stadiul de manuscris, există mențiunea că Apostol „... în lipsa directorului conducea corul școlii primare”.
Imediat după ce a împlinit vârsta de treiprezece ani, în prejma izbucnirii Primului Război Mondial, Apostol a plecat la București la niște prieteni de familie. A intrat în slujba unui negustor de produse de drogherie (produse farmaceutice). Acesta nefiind căsătorit, l-a îndrăgit datorită forței de muncă de care a dat dovadă și a comportamentului exemplar. Din aceste motive, cei care nu cunoșteau cine era, l-au considerat ca fiind fiul patronului. În paralel, Apostol a îndeplinit și funcția de picolo. Ca urmare, în anul 1914, a devenit chelner pe vagonul restaurat al trenurilor de pe ruta București-Paris. Noul loc de muncă l-a pasionat într-un mod deosebit, asta datorită faptului că într-o călătorie a fost în compania lui Tony Bulandra, Eduard de Max și Maria Ventura. Astfel, a fost martor ocular la repetiții de teatru chiar în tren. Ajungând din nou în București, Apostol și-a însoțit pasagerii la teatru și apoi la restaurantul Continental din centrul orașului. Datorită unui talent de imitator cu care era dotat, el a uimit tot personalul restaurantului.

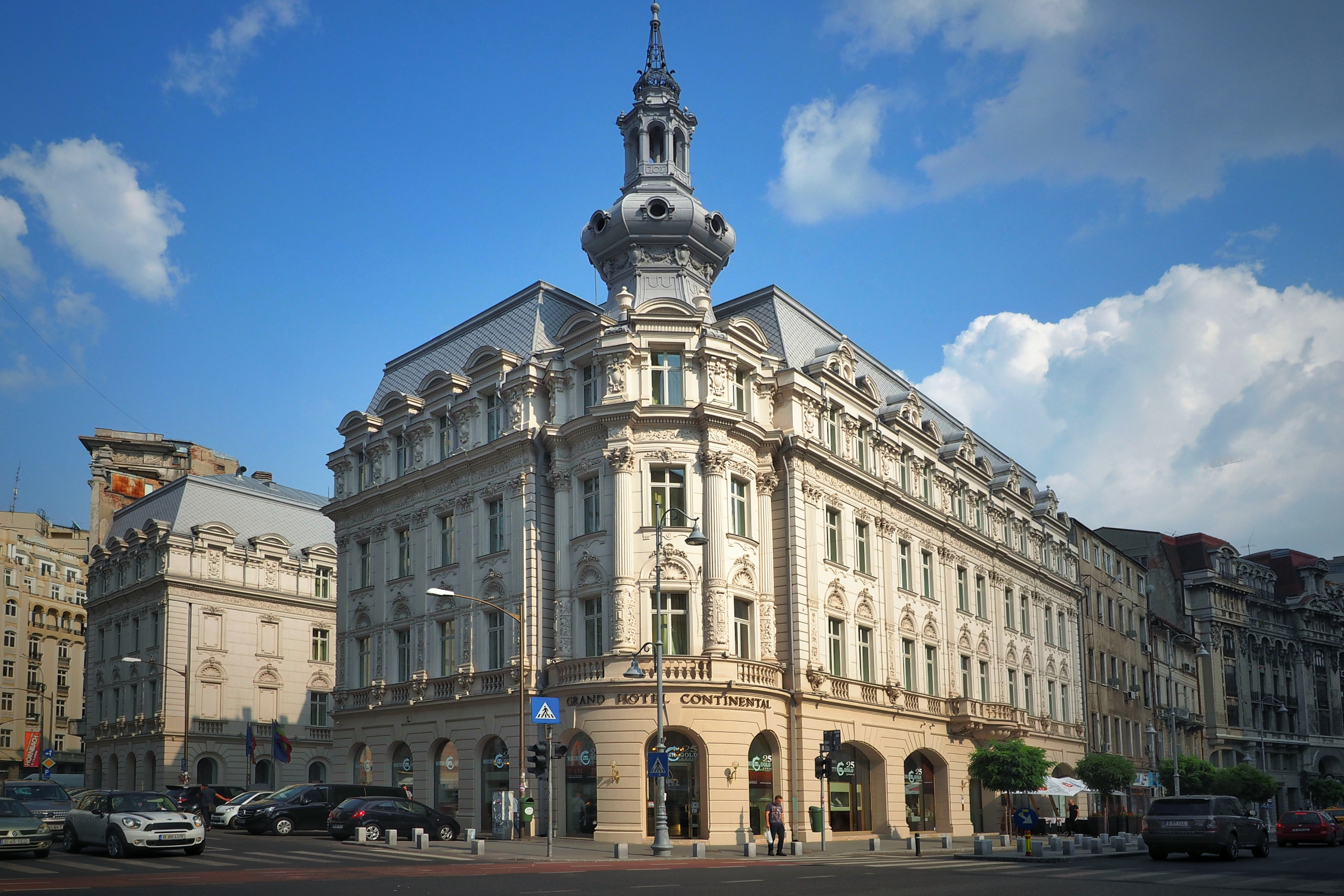
Hotel Continental (2016)

În momentul în care a renunțat la drumurile pe calea ferată, s-a angajat la un mic local aflat pe Strada Regală, al cărui patron era Andrei Dumitrescu. După scurt timp s-a mutat ca ospătar la selectul restaurant Continental. Ascultând zilnic muzică, el venea în contact permanent cu intelectualii bucureșteni de primă mână, dar și mai important, cu oamenii de artă. La Continental veneau în fiecare zi actori de teatru, muzicieni, scriitori, pictori și sculptori, dar și mulți virtuozi din străinătate care aveau concerte la Ateneul Român. În acest fel a pătruns Apostol Apostolide într-un mediu care i-a fost determinant pentru viitoarea sa orientare de colecționar de discuri și de opere de artă.
După terminarea marelui război, viața boemă bucureșteană luase un nou avânt. În 1920 s-a înființat Societatea Compozitorilor Români și Filarmonica din București.  Dirijorii, instrumentiștii și cântăreții s-au luptat să aducă Opera Română pe o linie de plutire financiară cu subvenții din partea statului. În 8 decembrie 1921, George Enescu a dirijat spectacolul inaugural de la Opera Stat cu Lohengrin de Richard Wagner. Tot Enescu a adus de la Viena numeroși instrumentiști ca Joseph Prunner, Joseph Thaler, Hans Hocrath, Ary van Leuwen. Opera Română l-a adus pe regizorul Adalbert Marcovski și dirijorul Felix Weingartner. Ca atare, impresarii Romulus Orchiș și Jean Feder, prieteni cu Apostol Apostolide, au adus la București un numeros public din străinătate care la finele zilei erau toți clienții restaurantului Continental. Primele discuri de muzică clasică ( printre care o simfonie de Beethoven ) pe care le-a achiziționat Apostolide au fost luate în anul 1920, precum și un tablou de Nicolae Grigorescu.
În 1921, Apostolide s-a căsătorit cu Stela Vlaicu, tot o melomană, care avea un băiat din prima căsătorie, Vasile Vasilescu. Apostol și Stela s-au hotărât în acel moment să ia lecții particulare de muzică, Apostol cu secretele chitarei și Stela cu cele ale mandolinei. Au avut ca profesor un vienez pripășit în capitala României, care a fost entuziasmat de către noul său discipol. Ca urmare, a organizat un mare concert cu toți elevii săi cu dorința de a releva publicului talentul lui Apostolide. Acesta trebuia să cânte o Sonată de Johann Sebastian Bach, însă totul a fost un fiasco pentru că un prieten de-al lui avea un disc cu aceeași lucrare interpretată de celebrul chitarist spaniol Andrés Segovia. Ca urmare, Apostolide a refuzat să mai cânte la concert și a renunțat la studiu. Chitara mai există și astăzi, agățată de un cui din casa familiei sale. Toată pasiunea lui Apostolide pentru muzică, a fost direcționată de acesta către achiziționarea de discuri pe care le asculta seara după corvoada muncii de la Continental.
Chiar dacă a părăsit studiul chitarei, dar nu și lumea muzicii, Apostolide a intrat în perioada 1926-1928 în pasiunea picturii. Devenise un vizitator asiduu al tuturor expozițiilor din București, dar și al atelierelor marilor artiști ai vremurilor de atunci. Unele din tablourile pictate de Apostol se mai păstrează și astăzi. Însă, într-o zi a avut revelația marii arte când a văzut capodoperele lui Ștefan Luchian, Ion Andreescu și Nicolae Grigorescu, Apostolide și-a aruncat pensulele și culorile și a părăsit meseria de pictor pentru totdeauna. Fiind un om foarte conștiincios, s-a retras în intimitatea casei sale din strada Clinciu nr. 6 și și-a creat un sanctuar artistic ce a devenit în scurt timp unul din locurile cu mare notorietate din București pe care orice intelectual care se respectă trebuie să-l aibă în vedere. Un paradox aparte al lui era că-i plăceau meciurile de box.
Fiind o fire modestă, lipsit aparent de vicii, econom din fire, Apostolide a început să cumpere cu timpul o serie foarte valoroasă de discuri. Ajunsese ca în anul 1930 să aibă în colecția sa o mulțime de discuri care i-a adus faima în cercurile specialiștilor din București. Datorită notorietății colecției lui, era solicitat de prieteni și cunoscuți pentru organizarea de audiții periodice în micul său sanctuar de acasă. De aceea, Apostolide și-a deschis propria locuință tuturor iubitorilor de muzică și a creat cel mai original cenaclu artistic nu numai din București, ci la nivel național. Numele lui era cunoscut de toți compozitorii, discofilii sau interpreții, dar mai ales de iubitorii de frumos din toate cercurile artistice și științifice din România. Casa lui a devenit un loc al revelațiilor care se bucura de prezența somităților muzicii contemporane.
În perioada 1930-1940, Apostol Apostolide a devenit, prin prisma preocupărilor sale artistice, un specialist cu o reputație largă la nivel național și internațional. Astfel, casele de discuri His Master's Voice și Columbia Records l-au numit consilier onorofic. De aceea, ospătarul din București primea în schimbul serviciilor de recomandare și facilitare a comerțului cu discuri din România, cele mai noi și mai prestigioase imprimări de muzică din străinătate. Foarte mulți interpreți din România au luat contact pentru prima oară prin intermediul discotecii lui Apostol cu cele mai noi și mai interesante concepții interpretative. Ca urmare, Apostolide și-a depășit condiția de ospătar pitoresc și a devenit un personaj serios, chiar un profesionist al genului.

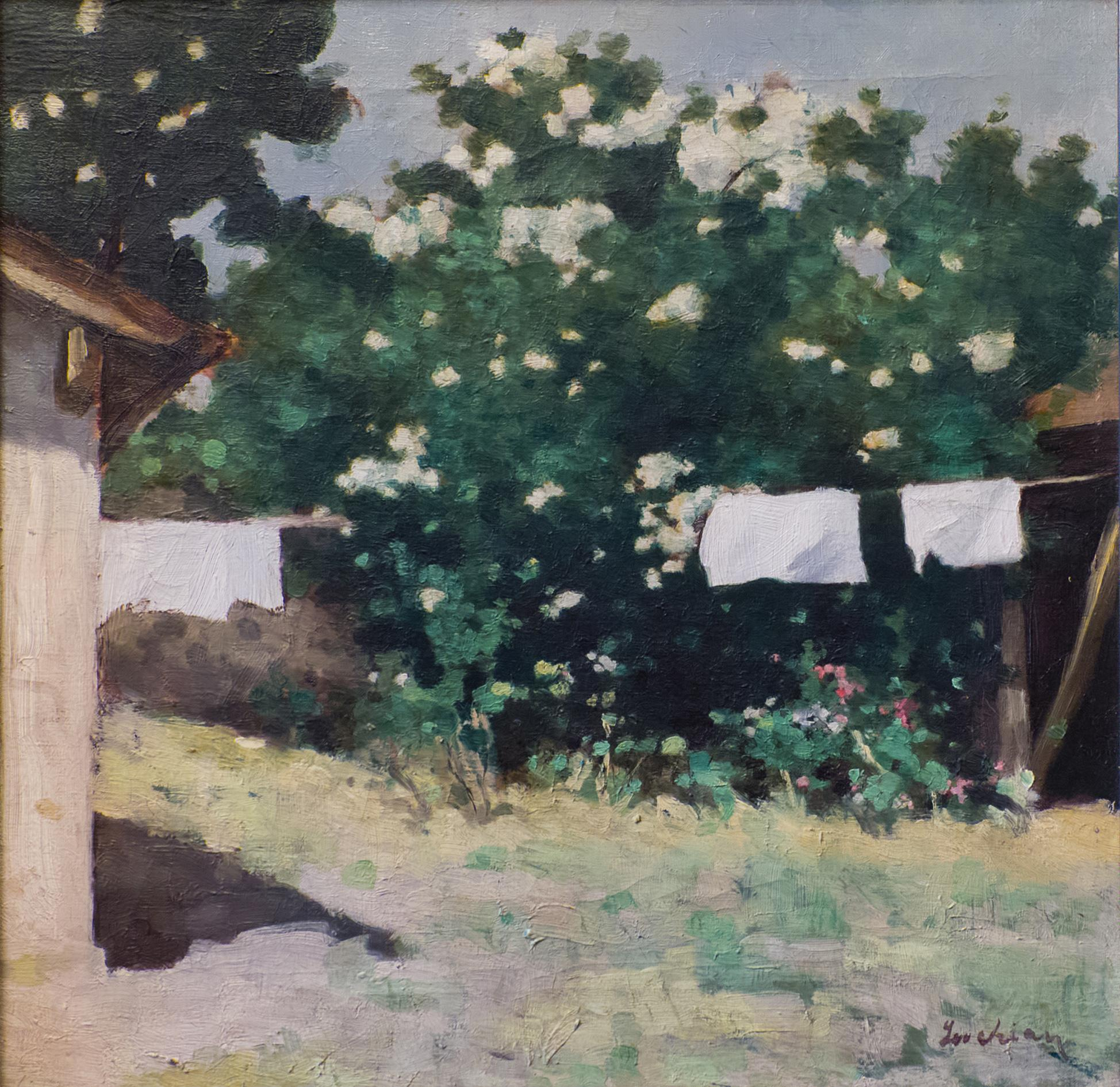
Colecția Apostol - Rufe în fundul curții, de Ștefan Luchian

Apostolide era atât de familiar în rândul melomanilor încât, de multe ori, pentru ca să nu fie excluși din grupul melomanilor săptămânali, absențele erau motivate prin scrisori din provincie, chiar și din străinătate. După 1948, cum evreii plecaseră definitiv din România, numărul lor scăzând semnificativ, aceștia trimiteau scrisori din Israel sau de la Paris și evocau audițiile lui Apostol de pe vremuri. Din cauza schimbării regimului politic, Cenaclul muzical al ospătarului a fost închis de cenzură și Securitate. Biograful lui Apostolide, Viorel Cosma, redă în cartea sa mesaje trimise de Fellix Blumberg, Ion Voicu, Magda Nicolau, Mihai Viișoreanu.
După cutremurul din 1940, casa lui Apostolide a rămas grav avariată. Restaurantul Continental a fost și el afectat și a fost închis. Apostol s-a mutat la un restaurant decent aflat pe lângă Spitalul Panduri. Însă problemele lui erau legate de imposibilitatea găsirii de noi discuri pentru gramofonul de acasă, precum și de dispariția de pe piață a acelor de gramofon, totul din cauza apariției microsioanelor. Ca atare, audițiile de altă dată nu mai puteau fi organizate. Îmbătrânind, Apostolide avea o viață grea. Nu din cauza lipsurilor financiare, pentru că putea să vândă un tablou și își ușura traiul pentru o lungă perioadă. El nu se putea despărți de comoara pe care o adunase, discuri și tablouri. Dacă a avut bani să-și cumpere o casă, el a cumpărat cu aceștia tabloul lui Luchian intitulat Rufe în fundul curții.
Conform precizărilor făcute de pictorul Dragoș Morărescu, preluate de Viorel Cosma în lucrarea sa biografică, rezultă că Apostolide și-ar fi încheiat cariera de ospătar  la un mic restaurant de cartier care se afla lângă strada dr. Staicovici, fiind alungat de la Continental din cauza relațiilor pe care le avea cu elita Bucureștiului și nu numai.
În 1947, ministrul artelor Ion Pas a contrasemnat decretul prin care Apostolide a primit Medalia Meritul Cultural clasa I pentru artă.
După un timp, Stela Vlaicu s-a îmbolnăvit, croitoria nu-i mai mergea și în curând Apostol a căzut la pat. A fost îngrijit de prieteni medici, așa cum a fost Ștefan Berceanu. În ziua de 18 octombrie 1965, Apostol Apostolide a decedat în urma unei ciroze.

## Portret Apostol Apostolide - Mărturii și interpretări
| “ | ... Stând ultima oară de vorbă cu el, la un colț de stradă, mai acum doi ani, reflectam la resursele nesecate ale poporului nostru în oameni vrednici, voluntari, stăruitori, într-un cuvânt, în oameni de nădejde. Un astfel de om a fost colecționarul Apostol, răzbitor ca strămoșii săi aromâni, prin neostenită muncă onestă, ars de flacăra iubirii de artă, mistuit de pasiunea de a strânge, dar și de nobila năzuință, de a lăsa neamului său, patriei lui adoptive, comoara strânsă cu greu, de-a lungul unei vieți de trudă și privații. La acest nivel etic, colecționarul este un adevărat erou, iar a scrie despre el, în lumina adevărului, înseamnă oarecum o citație la ordinea de zi a națiunii. | ” |
| — Șerban Cioculescu: Breviar, Colecționarul, în Gazeta Literară, București, 14, nr. 13 (752), 30 martie 1967, pag. 1 | |   |

## Colecționar de artă
Apostol Apostolide s-a manifestat artistic într-o perioadă în care colecționarii de artă veche și modernă din România se puteau număra pe degete. După cel de al doilea război mondial, sub imperiul presiunii regimului comunist, numărul colecționarilor privați s-a redus semnificativ și doar  câțiva academicieni au putut să-și păstreze colecțiile, restul au fost obligați să le cedeze statului în vederea constituirii Muzeului Colecțiilor de Artă. În acest sens, sculpturile, tablourile, vasele populare și antice deținute de Apostolide au fost percepute ca o mare sursă de inspirație pentru profesioniștii picturii. Treptat, acestora li s-au alăturat criticii și istoricii de artă și pe lângă ei, o pleiadă întreagă de samsari stimulați de posibilitatea obținerii de venituri din afaceri comerciale și chilipiruri.
Apostol nu a ținut nicio carte de onoare în care să consemneze toate persoanele care i-au trecut pragul casei sale de pe strada Clinciu. Viorel Cosma a preluat însă, de la nora ospătarului, Alexandrina Vasilescu, o listă ce cuprinde istorici și critici de artă, artiști plastici, muzeografi, colecționari, anticari și restauratori după cum urmează: Eugen Ispir, M. H. Maxy, Florica Hociung, Iosif Iser, Teodora Hânciu, Corneliu Baba, Theodor Pallady, Oscar Han, Boris Caragea, Nicolae Tonitza, Lazăr Munteanu, George Oprescu, I. N. Dona, Barbu Slătineanu, D. Petrescu, Adrian Maniu, Petru Comarnescu, Ionel Jianu, Ana Asvadurova-Ciucurencu, Alexandru Ciucurencu, Hrandt Avakian, Lucia Demetriade Bălăcescu, Ion Jalea, Mișu Weiberg, Viorel Mărginean, Krikor H. Zambaccian, Olga Mărginean, Petre Oprea, Dragoș Morărescu, George Franga, Iosif Rosenblut, Maria Rodica Marinescu-Catargi, Octavian Angheluță, Rodica Maniu, Gheorghe Vânătoru, Paul Miracovici, Pavel Codiță, Gheorghe Șaru, Dimitrie Mirea, Alexandru Moscu, Anastase Simu, Jules Roșca etc.
Ospătarul de la Continental a început să-și completeze colecția de artă în perioada anilor 1926-1928. Pentru o perioadă de timp a colecționat lucrări realizate de Nicolae Vermont și Arthur Verona. Însă, după ce a văzut o expoziție a lui Theodor Pallady deschisă la Paris, a dat jos de pe pereți toate tablourile pe care le avea și i-a declarat soției sale că de acum va ști ce anume să cumpere. Pe lângă importanta colecție de discuri de muzică ce era deja formată, Apostolide și-a făcut o colecție semnificativă de artă, în special pictură, dar și sculptură, care a numărat la final 70 de lucrări din cele mai reușite ale autorilor de la care a cumpărat. În perioada de început a colecției sale de artă, piesele cele mai importante de care era mândru, erau o lucrare de Nicolae Grigorescu, un Ion Andreescu și două tablouri de producție franceză, ultimele declarate chiar de el ca susceptibile de a nu fi originale.

Lucrări realizate de Nicolae Tonitza din Colecția Apostol Apostolide
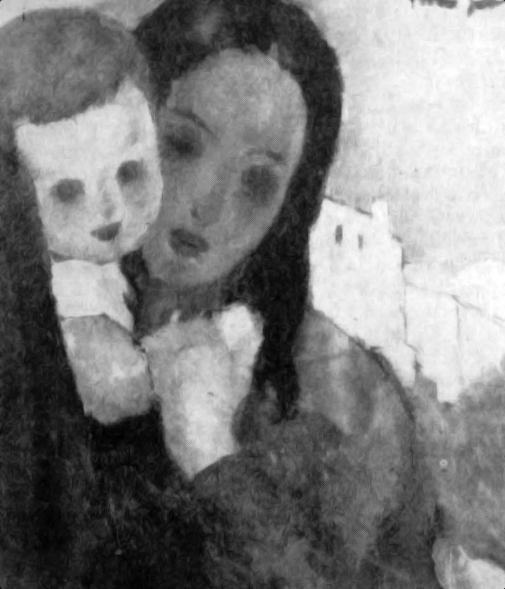
Maternitate
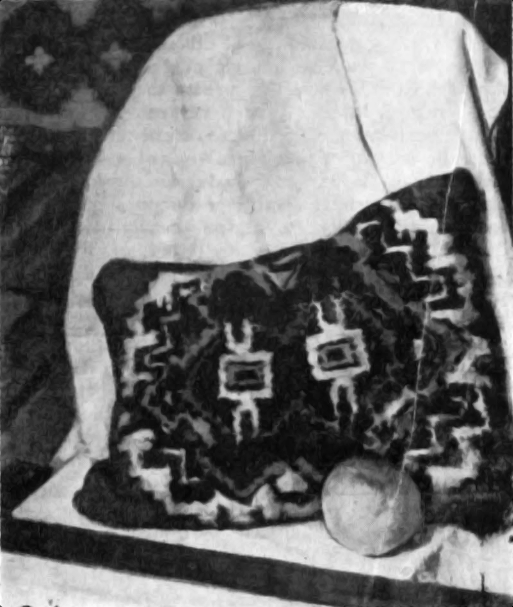
Natura moartă
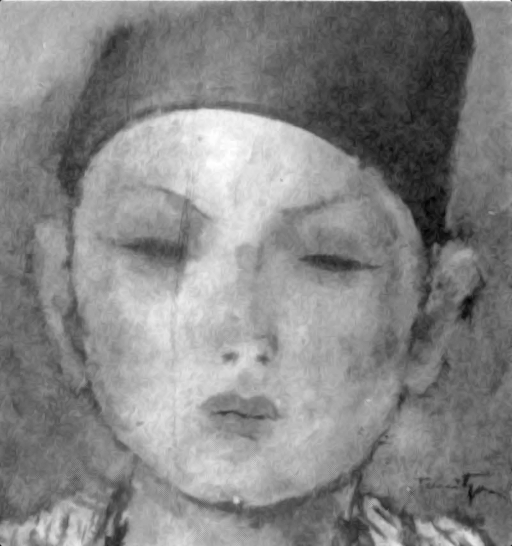
Cap de copil (turc)
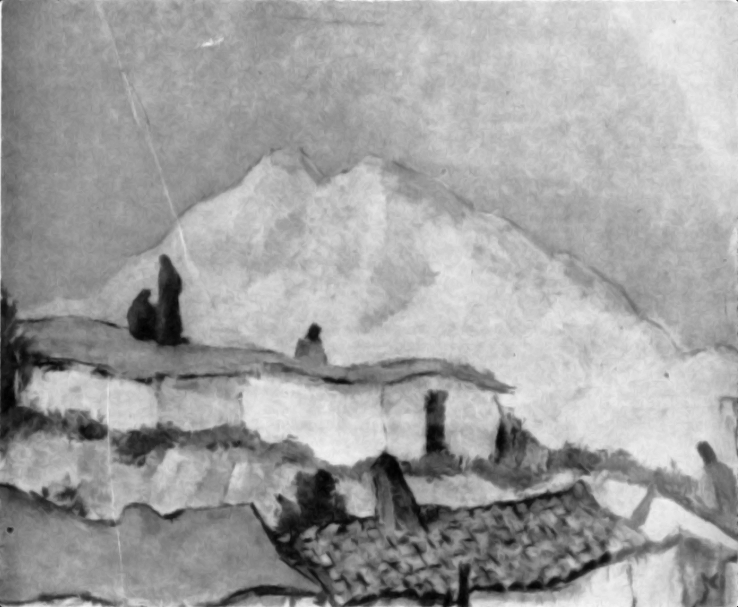
Peisaj din Balcic

Istoricul Viorel Cosma a declarat că până la nivelul anului 2003, cel mai reușit articol care atestă importanța, notabilitatea și notorietatea colecției lui Apostolide, a fost semnat de istoricul Petre Oprea în Revista Muzeelor din anul 1971. Acest articol este cel mai izbutit material documentar care atestă azi, după risipirea colecției, dispărută astăzi, moștenirea pe care a lăsat-o ospătarul de la Continental poporului român. Ca urmare, Cosma a republicat în integralitate în cartea sa, articolul lui Oprea din 1971.
Colecția de artă a lui Apostolide a făcut parte din cele care s-au format începând din al doilea deceniu al secolului al XX-lea în București. Colecția este un caz deosebit în România, dar nu unicul. Apostol în sine, era un personaj rarisim printre colecționarii acelor vremuri, deoarece nu era un om bogat. Pe lângă colecția de muzică pe care a achiziționat-o ca urmare a unei pasiuni de tinerețe, el a constituit o colecție de artă, pictură și sculptură, formată din lucrări semnate de artiștii români, cei mai reprezentativi ai perioadei de după primul război mondial. Krikor H. Zambaccian a declarat că mai ales în timpul desfășurării celui de al doilea război mondial, aproape toți artiștii sau amatorii de artă i-au trecut pragul casei. În ultimii ani ai vieții sale, Apostolide a făcut eforturi financiare pentru a achiziționa și câteva lucrări ale lui Nicolae Grigorescu, Ștefan Luchian și Ion Andreescu. Pictura a devenit pentru el una dintre pasiunile cele mai mari. Fără a dispune de mari sume de bani, el a apelat la fel și fel de mijloace diplomatice pentru a le cumpăra la costuri mai mici. Petre Oprea a relatat câteva din șiretlicurile lui Apostolide aplicate în relația cu Theodor Pallady și i-a inventariat artiștii și lucrările care compun colecția.
| Componența Colecției de artă a lui „Apostol Apostolide” (129 piese), publicată de Petre Oprea în Revista Muzeelor, București, 1971, pag. 520-524 | |
| --- | --- |
| \| - Nicolae Grigorescu 1. Călătorul, 24x12 2. Studiu de cer, 24x34 3. Portretul nepoatei (farfurie în ramă), 30 4. Păsărica, 14x22 5. Portret dr. Alexiu, 15x11 6. Bou în mers (Cerceluș), 24x15 7. Bărdacă, 22x15 - Ion Andreescu 1. Păsări (rață și sitar), 43x36 2. Peisaj Franța, 45x42 3. Studiu de bărbat, 50x40 4. Flori galbene în ceașcă albă, 20x13 - Ștefan Luchian 1. În fundul curții (rufele), 42x40 2. Turnul de la Brebu (pastel), 37x56 3. Peisaj, 30x40 4. Amurg, 40x56 5. Toamna, 80x60 6. Crizanteme, 50x60 7. Flori, garoafe, trandafiri, 32x38 - Apcar Baltazar 1. Cap de fată, 40x36 - Theodor Pallady 1. Porumbel, 60x52 2. Natură moartă cu evantai, 50x64 3. Maci, 37x37 4. Farfurie verde, 44x37 5. Natură moartă cu port, 38x33 6. Nud, 80x73 7. Portret de femeie (Pălăria roz), 61x52 8. Peisaj (casa Roseteștilor), 25x33 9. Peisaj Cannes, 33x24 10. Flori, 29x24 11. Femeie citind, 60x52 12. Natură moartă cu ceas, 48x30 13. Natură moartă cu ceașcă verde, 42x35 14. Odalisca, 47x37 15. Flori galbene, 40x25 16. Autoportret (acuarelă), 27x19 - Nicolae Tonitza 1. Peisaj Balcic, 50x60 2. Portret de femeie, 45x33 3. Cap de fată, 30x25 4. Tătăroaice (Balcic) (guașă), 38x28 5. Cap de băiat, 20x20 6. Maternitate, 30x28 7. Natură moartă, 65x55 8. Maternitate, 60x50 - Alexandru Ciucurencu 1. Flori, 60x50 2. Flori în vas verde, 60x45 3. Flori, 51x65 4. Peisaj rustic, 65x51 5. Peisaj industrial, 51x65 6. Arlechinul, 60x50 7. Lumină și culoare (studiu femeie), 60x50 8. Portretul colecționarului Apostol, 100x81 - Gheorghe Vânătoru 1. Flori, 45x34 2. Femeie în interior, 45x34 3. Femeie cu tavă, 45x35 4. Natură moartă (vioară), 70x90 5. Natură moartă cu mască, 70x90 6. Natură moartă (fotoliu), 90x70 7. Peisaj, 73x94 - Lucia Demetriad Bălăcescu 1. Goiescă, 48x60 2. Interiorul Marelui Oprescu, 50x60 3. Bonjuriștii (Scenă de la 1848), 58x86 4. Portul Hârșova, 44x59 5. Peisaj Hârșova, 41x60 6. Interiorul curții Bisericii Antim, 57x84 - Henri Catargi 1. Peisaj, 46x64 - Alexandru Moscu 1. Peisaj, 30x36 \| - Iosif Rosenbluth 1. Șantier naval Tulcea, 60x85 2. Peisaj Câmpulung, 60x85 - Vasile Velisaratu 1. Drumul spre Pitaru, 51x70 2. Flori (bujori de câmp), 65x54 - Ana Asvadurova Ciucurencu 1. Flori, 42x34 2. Peisaj, 50x50 3. Fată citind, 52x36 4. Păunul, 35x52 5. Scenă de copii, 50x60 - Eugen Gâscă 1. Flori, 50x60 2. Popas, 35x45 - Octavian Angheluță 1. Lectura, 65x48 2. Maternitate, 100x70 3. Portretul pictorului Cojan, 100x64 4. Lângă casa de creație Tulcea, 43x53 5. Masa de lucru, 55x48 - Hrandt Avakian 1. Flori, 45 1/2 x 38 1/24 2. Barajul de la Fundeni, 46x5 - Rodica Maniu 1. Premiul, 35x28 - Paul Miracovici 1. Peisaj Balcic, 50x70 - Gheorghe Șaru 1. Țărănci la sfat, 60x50 2. Studiu de portret, 43x27 3. Pe Muntele Găina, 100x120 4. Pereche din Ocoliș, 83x70 5. Natură moartă, 73x100 - Pavel Codiță 1. Găinile, 24x34 2. Peisaj de toamnă, (Podul Elefterie), 50x65 - Radu Boureanu 1. Netură moartă cu rodii, 70x55 2. Peisaj din Moldova, 55x70 - Oscar Han 1. Cap de fată (piatră), 35 2. Cap de femeie (piatră), 84 3. Cap de bătrână (piatră), 50 4. Tors (bronz), 55 5. Păduchiosul (bronz), 24 6. Babele (bronz), 30 7. Claudian Millian (ipsos patinat), 56 8. Maternitate (ipsos patinat), 50 9. Luceafărul (ipsos patinat), 93 10. Nicolae Bălcescu (ipsos patinat), 98 11. Destin (ipsos patinat), 40 12. Edenul (ipsos patinat), 55 13. Mihai Eminescu (cap) (ipsos patinat), 47 14. Grigore Manolescu (cap Hamlet) (ipsos patinat), 52 15. Homer (ipsos patinat), 48 16. Mihail Sadoveanu (mască) (ipsos patinat), 34 17. Maria Mohor (statuetă) (ipsos patinat), 33 18. Cap Claudia Millian (ipsos patinat), 34 19. Cap de fată (ipsos patinat), 56 20. Sf. Francisc (gips patinat), 50 21. Dimitrie Cuclin (gips patinat), 38 - Ion Jalea 1. Cal rănit (bronz), 7 - Dimitrie Mirea 1. Femeie cu găină în brațe (bronz), 40 - Demu 1. Maternitate (marmură), 35 2. Nud (marmură), 40 - Zoe Băicoianu 1. Basorelief (marmură) - Boris Caragea 1. Tătăroaică (ipsos patinat) - Alexandru Călinescu 1. Cap de fată (bronz), 40 \| | |
| - Nicolae Grigorescu 1. Călătorul, 24x12 2. Studiu de cer, 24x34 3. Portretul nepoatei (farfurie în ramă), 30 4. Păsărica, 14x22 5. Portret dr. Alexiu, 15x11 6. Bou în mers (Cerceluș), 24x15 7. Bărdacă, 22x15 - Ion Andreescu 1. Păsări (rață și sitar), 43x36 2. Peisaj Franța, 45x42 3. Studiu de bărbat, 50x40 4. Flori galbene în ceașcă albă, 20x13 - Ștefan Luchian 1. În fundul curții (rufele), 42x40 2. Turnul de la Brebu (pastel), 37x56 3. Peisaj, 30x40 4. Amurg, 40x56 5. Toamna, 80x60 6. Crizanteme, 50x60 7. Flori, garoafe, trandafiri, 32x38 - Apcar Baltazar 1. Cap de fată, 40x36 - Theodor Pallady 1. Porumbel, 60x52 2. Natură moartă cu evantai, 50x64 3. Maci, 37x37 4. Farfurie verde, 44x37 5. Natură moartă cu port, 38x33 6. Nud, 80x73 7. Portret de femeie (Pălăria roz), 61x52 8. Peisaj (casa Roseteștilor), 25x33 9. Peisaj Cannes, 33x24 10. Flori, 29x24 11. Femeie citind, 60x52 12. Natură moartă cu ceas, 48x30 13. Natură moartă cu ceașcă verde, 42x35 14. Odalisca, 47x37 15. Flori galbene, 40x25 16. Autoportret (acuarelă), 27x19 - Nicolae Tonitza 1. Peisaj Balcic, 50x60 2. Portret de femeie, 45x33 3. Cap de fată, 30x25 4. Tătăroaice (Balcic) (guașă), 38x28 5. Cap de băiat, 20x20 6. Maternitate, 30x28 7. Natură moartă, 65x55 8. Maternitate, 60x50 - Alexandru Ciucurencu 1. Flori, 60x50 2. Flori în vas verde, 60x45 3. Flori, 51x65 4. Peisaj rustic, 65x51 5. Peisaj industrial, 51x65 6. Arlechinul, 60x50 7. Lumină și culoare (studiu femeie), 60x50 8. Portretul colecționarului Apostol, 100x81 - Gheorghe Vânătoru 1. Flori, 45x34 2. Femeie în interior, 45x34 3. Femeie cu tavă, 45x35 4. Natură moartă (vioară), 70x90 5. Natură moartă cu mască, 70x90 6. Natură moartă (fotoliu), 90x70 7. Peisaj, 73x94 - Lucia Demetriad Bălăcescu 1. Goiescă, 48x60 2. Interiorul Marelui Oprescu, 50x60 3. Bonjuriștii (Scenă de la 1848), 58x86 4. Portul Hârșova, 44x59 5. Peisaj Hârșova, 41x60 6. Interiorul curții Bisericii Antim, 57x84 - Henri Catargi 1. Peisaj, 46x64 - Alexandru Moscu 1. Peisaj, 30x36 | - Iosif Rosenbluth 1. Șantier naval Tulcea, 60x85 2. Peisaj Câmpulung, 60x85 - Vasile Velisaratu 1. Drumul spre Pitaru, 51x70 2. Flori (bujori de câmp), 65x54 - Ana Asvadurova Ciucurencu 1. Flori, 42x34 2. Peisaj, 50x50 3. Fată citind, 52x36 4. Păunul, 35x52 5. Scenă de copii, 50x60 - Eugen Gâscă 1. Flori, 50x60 2. Popas, 35x45 - Octavian Angheluță 1. Lectura, 65x48 2. Maternitate, 100x70 3. Portretul pictorului Cojan, 100x64 4. Lângă casa de creație Tulcea, 43x53 5. Masa de lucru, 55x48 - Hrandt Avakian 1. Flori, 45 1/2 x 38 1/24 2. Barajul de la Fundeni, 46x5 - Rodica Maniu 1. Premiul, 35x28 - Paul Miracovici 1. Peisaj Balcic, 50x70 - Gheorghe Șaru 1. Țărănci la sfat, 60x50 2. Studiu de portret, 43x27 3. Pe Muntele Găina, 100x120 4. Pereche din Ocoliș, 83x70 5. Natură moartă, 73x100 - Pavel Codiță 1. Găinile, 24x34 2. Peisaj de toamnă, (Podul Elefterie), 50x65 - Radu Boureanu 1. Netură moartă cu rodii, 70x55 2. Peisaj din Moldova, 55x70 - Oscar Han 1. Cap de fată (piatră), 35 2. Cap de femeie (piatră), 84 3. Cap de bătrână (piatră), 50 4. Tors (bronz), 55 5. Păduchiosul (bronz), 24 6. Babele (bronz), 30 7. Claudian Millian (ipsos patinat), 56 8. Maternitate (ipsos patinat), 50 9. Luceafărul (ipsos patinat), 93 10. Nicolae Bălcescu (ipsos patinat), 98 11. Destin (ipsos patinat), 40 12. Edenul (ipsos patinat), 55 13. Mihai Eminescu (cap) (ipsos patinat), 47 14. Grigore Manolescu (cap Hamlet) (ipsos patinat), 52 15. Homer (ipsos patinat), 48 16. Mihail Sadoveanu (mască) (ipsos patinat), 34 17. Maria Mohor (statuetă) (ipsos patinat), 33 18. Cap Claudia Millian (ipsos patinat), 34 19. Cap de fată (ipsos patinat), 56 20. Sf. Francisc (gips patinat), 50 21. Dimitrie Cuclin (gips patinat), 38 - Ion Jalea 1. Cal rănit (bronz), 7 - Dimitrie Mirea 1. Femeie cu găină în brațe (bronz), 40 - Demu 1. Maternitate (marmură), 35 2. Nud (marmură), 40 - Zoe Băicoianu 1. Basorelief (marmură) - Boris Caragea 1. Tătăroaică (ipsos patinat) - Alexandru Călinescu 1. Cap de fată (bronz), 40 |

În anul 1971, la momentul în care Oprea a publicat articolul său în Revista Muzeelor, colecția de artă a lui Apostolide mai putea fi văzută în integralitatea ei la moștenitorii acestuia. Ospătarul de la Continental, în ultimii ani ai vieții sale, a făcut demersuri pentru ca lucrările de artă pe care le avea să fie preluate de către statul român prin intermediul unei donații pe care acesta era dispus s-o facă. În acest sens, el s-a adresat Sfatului Popular al Bucureștiului printr-o adresă emisă în 17 octombrie 1961, adresă care conține și lista acestora. Singurele condiții pe care le impunea au fost următoarele:
1. colecția donată să poarte numele de Colecția de artă Stella și Apostol ospătarul. Colecția sa avea interdicția de a fi dispersată și operele care o compuneau să nu poată fi transmise unor alte instituții din București sau din provincie;
2. Apostol Apostolide să fie numit custode pe viață a muzeului și după trecerea sa în neființă să-l urmeze în funcție fiul său vitreg, cel care l-a ajutat să formeze această colecție.[16]

Ca urmare a adresei lui Apostolide, Comitetul de Stat pentru Cultură și Artă a constatat valoarea colecției și a recomandat, în ianuarie 1962, Sfatului Popular al Capitalei să facă preluarea lucrărilor. Din cauza unor probleme de ordin administrativ pe care Consiliul științific al Bucureștiului le-a întâmpinat cu privire la crearea unor noi spații muzeale, întregul demers de donare lansat de Apostolide a intrat într-un lung proces de tergiversare. Sfatul Popular a decis că se dispensează de preluarea colecției, dar s-a arătat dispus să achiziționeze o parte a lucrărilor. Corespondența dintre Apostolide și oficialități a continuat până în momentul decesului acestuia, fără a se concretiza în vreun fel anume.
Apostolide a visat în ultimii ani ai vieții lui ca întreaga sa colecție de artă, dar și cea muzicală, să fie expusă publicului într-o vilă, o casă adecvată care să-i pună exponatele în lumina adevăratei valori pe care o au. În acest muzeu pe care și l-a imaginat, vedea și existența unor săli de audiții de muzică. Cum Muzeul Culturii nu a concretizat propunerea lui, după moartea sa, colecția de pictură a fost împărțită între Muzeul de Artă din Iași și Muzeul Național de Artă din București.
Colecția de pictură, grafică, sculptură etc., a fost studiată de numeroși critici de artă care și-au exprimat opiniile.  Printre aceștia se numără Krikor Zambaccian, Dascălu Mădălina, Radu Bogdan, Radu Petrescu, Petre Oprea.

## Colecționar de muzică și meloman
Colecția de discuri a lui Apostol Apostolide  a început să prindă contur imediat după terminarea primului război mondial. Luându-se în calcul data de fondare se poate spune că demersul lui Apostol a precedat înființarea Arhivei fonogramice a Ministerului Artei din România, care a fost fondată de George Breazul în 1927, dar și înaintea Arhivei de Folclor a Societății Compozitorilor Români întemeiată de Constantin Brăiloiu în 1928 și a precedat evident discoteca Radiodifuziunii Române din București care a luat ființă în perioada 1929-1930. Viorel Cosma a precizat că Apostolide „... își revendică astăzi drepturile de prioritate istorică de care muzicologia noastră va trebui să țină seama în viitoarele exegeze asupra artei românești”.
Biograful melomanului Apostol, a făcut în expunerea de idei asupra modului de constituire a colecției acestuia, o serie de ipoteze pe care a încercat să le rezolve cu informațiile biografice destul de precare pe care le-a avut la dispoziție. Astfel, este destul de bizar cum s-a putut naște ideea unei asemenea colecții în mintea unui personaj care în mod normal nu avea nicio preocupare pentru manifestări muzicale. Viorel Cosma a opinat că pasiunea ospătarului de la Continental a apărut „din mers” cu preocupările care au apărut în același fel cu privire la achiziționarea de sculpturi, tablouri, alte obiecte de artă, scoarțe, covoare, totul fiind împletit într-un tot unitar de sugestiile pe care Apostolide le avea în fiecare seara de la contactul cu arcușul lui Grigoraș Dinicu la restaurantul Continental. Aici era o societate pestriță adusă de impresarii Jacques Bratin, Ștefan Ionescu, Jean Feder[A] și Remulus Orchiș, plină de virtuozii străini ai epocii. În opinia lui Cosma, Apostolide a avut o dorință de fi mai aproape de George Enescu, Walter Gieseking, Pablo Casals, Jascha Heifetz, Antonio Janigro, Arthur Rubinstein, Fritz Kreisler, Felix Weingartner etc., și a hotărât să compună o colecție de înregistrări pe discuri.
Un motiv suplimentar care și-a adus aportul la formarea colecției, ar fi fost pasiunea pentru muzică a lui Apostol. Se știe că el cânta în corul școlii gimnaziale de la Găești, a studiat chitara cu un maestru vienez și a dirijat chiar o formație vocală. Din analiza asupra vieții și carierei lui Apostolide, făcute de Viorel Cosma, rezultă că nu se poate afirma că acesta ar fi devenit cu timpul un profesionist al muzicii, însă, cu siguranță, Apostolide a fost un discofil autentic de o superioară calitate.
De-a lungul timpului, colecția s-a mărit, și a devenit o raritate în peisajul cultural al Bucureștiului, situație care l-a determinat pe Apostol să-și deschidă acasă un mic cenaclu de audiții muzicale, care era deschis tuturor iubitorilor de frumos. Casa din strada Clinciu nr. 6 a devenit un lăcaș de cultură autentică unde, sub impulsul muzicii lui Beethoven și Bach, Stravinski, Wagner sau Debussy, pictorii schițau portrete, tablouri, și poeții scriau versuri.

### Componența colecției de muzică
Viorel Cosma a afirmat că nu există un catalog complet al discurilor standard, plăcilor de gramofon și a microdiscurilor care au format colecția lui Apostolide. În anul 1958, Mădălina Dascălu a precizat în revista La Roumanie d'aujourd'hui că  din spusele colecționarului, arhiva acestuia s-ar ridica la circa 6200 de discuri. Gazetarul Nikolaus Reiter, sursă directă, a spus în ziarul Neuer Weg că Apostolide ar avea peste 6000 de discuri (Și așa s-a ajuns ca, la un moment dat, să poate spune că are în proprietatea sa peste 6000 de discuri și circa 100 de fotografii.).
În opinia biografului Cosma, cele peste 6000 de discuri existau în faza de apogeu a colecției lui Apostolide, care s-ar fi situat în perioada 1940-1942. După 1942, Apostolide a început să-și vândă din discurile pe care le avea, cu precădere dubletele, tripletele și piesele care s-au uzat. Această situație a apărut în momentul în care pe piață au început să apară microssioanele și banii pe care i-a încasat i-a reinvestit în opere de artă, pictură și sculptură. În paralel, Apostolide a făcut o donație nou înființatului Muzeu al Teatrului Național din București unde se păstrează și astăzi o serie de discuri foarte valoroase cu arii și ansambluri din operetele moderne, dar și clasice, care au fost imprimate de interpreții Companiei lirice române Constantin Grigoriu din București. Există la acest muzeu și discuri pe care le-a donat cu vocile actorilor români care s-au manifestat în prima jumătate a secolului al XX-lea.
Alexandrina Vasilescu, nora lui Apostol Apostolide, a afirmat după decesul acestuia că Stela Apostol, soția lui, a vândut o bună parte din colecția de discuri discofililor și prietenilor. Stela Apostol a donat însă mai multe discuri rare muzicienilor apropiați familiei.
La momentul anului 2003 când Viorel Cosma a publicat biografia ospătarului de la Continental, arhiva sonoră a lui Apostolide număra circa 1500 de plăci, pe turațiile de 33, 45 și 78. Firmele care au imprimat aceste discuri sunt:
1. firme românești - Crystal și Electrecord;
2. firme străine - Gramophone, Homocord, Edison Belt, Polydor Records, Parlophone, Odeon, Electrola, Columbia Records și His Master's Voice.[25]

Firmele enumerate mai sus reflectă faptul că Apostolide a adunat cele mai reprezentative și mai valoroase înregistrări care existau în perioada de început a producției de discuri mecanice și electrice.
„... Apostolide a înțeles încă de la început să-și împartă bucuriile lui artistice cu alții, nu și-a rezervat egoist numai pentru sine muzica și pictura cumpărată. A deschis larg ușile căsuței din Dealul Spirei și ani și ani de zile a primit oameni dornici să vadă și să audă lucrări frumoase. Din mărinimia lui Apostol au profitat mulți muzicieni tineri care ar fi gata, să-i mulțumească astăzi pentru înlesnirea pe care le-a făcut-o atunci când, dorind să asculte interpretările unor maeștri mari, găseau discul și posibilitatea de a-l auzi în condiții excelente la Apostol acasă.”
------ Ion Dumitrescu
Din mențiunile pe care le-a făcut Ion Dumitrescu, Apostolide deținea o o adevărată antologie de muzică universală, cu mult mai bogată în diversitatea ei ca cea aflată în Colecția Conservatorului sau chiar în a celei de la Societății Compozitorilor. De foarte multe ori, spunea Dumitrescu, Radiodifuziunea Română a împrumutat muzică din colecția lui Apostolide. Faptul că prin casa ospătarului de la Continental se perinda lumea cea mai diversă, printre care și criticul Emanoil Ciomac și George Georgescu, director al Filarmonicii de Stat, a dus la o strânsă colaborare a muzicienilor din România pentru popularizarea muzicii de calitate. George Georgescu a menționat într-o referință autografă că, discurile lui Apostolide au fost puse la dispoziția Filarmonicii de Stat pentru acțiunile educaționale ce se desfășurau acolo. George Franga a declarat că prin prietenia pe care a legat-o cu Apostolide, Muzeul Teatrului Național și-a completat colecția de muzică cu câteva discuri cu Maria Ventura recitând o tiradă din Phedra de Jean Racine, Jean Athanasiu, George Folescu etc. Prin aceste legături de amiciție, Muzeul Teatrului Național împrumuta discuri de câte ori avea nevoie, pentru reuniunile pe care le organiza cu studenții. Astfel de relatări despre colecția lui Apostolide, există de la o mulțime de intelectuali ai acelor vremuri, din varii domenii de activitate.  Așa a fost și profesorul doctor C. Ch. Dimitriu de la Institutul de Medicină și Farmacie care a amintit de împrumuturile de discuri făcute de Radiodifuziuea Română, atunci când aceasta avea nevoie. Din spusele lui Dimitriu, Apostolide onora cerințele pe deplin dezinteresat financiar.

## Boema scriitorilor din str. Clinciu
La audițiile muzicale pe care le patrona Apostol Apostoline în casa sa, breslele muzicienilor, medicilor și plasticienilor erau predominante. Pleiada istoricilor literari, criticilor și scriitorilor era mai restrânsă, dar ea a fost una semnificativă în privința urmelor care le-a lăsat în cultura românească, urme care par, în opinia lui Viorel Cosma, că se amplifică cu trecerea timpului. Cosma a fost de părere că mărturiile scriitorilor memorialiști care s-au manifestat la mijlocul secolului al XX-lea încă nu au fost publicate în integralitatea lor. Boema scriitorilor se coagula la cofetăria și restaurantul Capșa, în timp ce boema muzicienilor se aduna în jurul lui Grigoraș Dinicu, peste drum de Teatrul Național, la intersecția dintre Strada Regală și Calea Victoriei. După ce toată pleiada boemilor făceau popasul pentru masă la Restaurantul lui Niță Stere, pentru că Apostolide servea la el acasă doar băuturi, dar doar de ziua lui sau a soției sale Stela, plecau cu toții în Strada Clinciu la audiții.
În casa lui Apostolide, la audițiile muzicale, se citeau versurile lui Vasile Voiculescu, Păstorel Teodoreanu sau Ion Minulescu. Nu se poate stabili cu exactitate cât de mare era cercul scriitorilor care se adunau acolo. Viorel Cosma i-a identificat după corespondența lui Apostolide pe cei care veneau cu regularitate, însă vizitatorii pasageri intră în umbra istoriei necunoscute. A existat o arhivă de manuscrise ale scriitorilor care s-au tot împuținat prin mutarea lor din Dealul Spirei în Drumul Taberei, de la București la Pitești, acolo unde au stat urmașii lui Apostol, sau de la București la Iași, acolo unde a locuit Alexandrina Vasilescu și unde se presupune că a ajuns și colecția de tablouri.
Cei care au fost identificați sunt Geo Bogza, Felix Aderca, Vasile Voiculescu și fiica Gabriela, Ionel Teodoreanu, Șerban Cioculescu, Marcel Breslașu, Petru Comarnescu, Radu Boureanu, Emanoil Ciomac, Adrian Maniu, Clery Sachelarie (Raul Victor Pappadopulo-Sachelarie, soțul Mariei Tănase), Ion Minulescu, Alice Voinescu, Nicolae Xenopol și mulți alții. Viorel Cosma a publicat în biografia lui Apostolide o mulțime de mărturii autografe care amintesc de boema din casa din Dealul Spirei, printre ele și cea a fiicei lui Voiculescu, cea a lui Iosif Sava și emisiunile lui de radio și televiziune, Felix Aderca și I. Leahu.